# كارولا بلوخ
كارولا بلوخ (بالألمانية: Karola Bloch؛ بالبولندية: Karola Bloch) هي مهندسة معمارية بولندية وألمانية، ولدت في 22 مايو 1905 في وودج في بولندا، وتوفيت في 31 يوليو 1994 في توبينغن في ألمانيا.

## وصلات خارجية
- كارولا بلوخ على موقع IMDb (الإنجليزية)